# 戸谷半兵衛
戸谷 半兵衛（とや はんべえ）は、18世紀から19世紀の本庄宿の新田町（現在の本庄市宮本町と泉町の辺り）に店をかまえ、代々戸谷半兵衛を襲名していた豪商であり、宿役人。店の名の「中屋」にちなんで中屋半兵衛とも呼ばれた（こちらの名の方が認知度は高い）。中半の略称でも親しまれている。中山道で最大の宿場である本庄宿の豪商として全国的に名の知れた商人であった。本店は本庄宿の「中屋」であるが、江戸室町に支店である「島屋」を持ち、代々京都の方の商人とも付き合っていたため、その人脈はかなり広く、才能にも、度胸（行動）にも優れていた（京都にも支店はあった）。中屋は、太物、小間物、荒物などを商った。戸谷家は、経済面の救済だけでなく、文化面でも影響力が強い一族であり、関東一の豪商ともされる（『関八州田舎分限角力番付』に西方筆頭の大関として位置付けられている）。大名への貸し金も多額であった。しかし、その返済は滞り、未回収金は数万両に及び、この為、安政5年（1858年）頃より、幕府への御用金納入に支障をきたし、名字帯刀を取り上げられ、さらに家財闕所等の処分を受けるが、明治期には回復した。

## 初代戸谷半兵衛光盛
通称を戸谷 三右衛門（1703年 - 1787年）と言い、元禄16年に五代目戸谷伝右衛門の次男として生まれる（光盛は諱）。彼については18世紀末から19世紀の随筆『耳袋』にも記されており、その豪傑ぶりと知名度の高さがうかがえる。ただし、『耳袋』は噂をもとに記述されているためか、戸谷を鳥居と記述しているなど、明らかな誤表記が目立つ。『耳袋』の記述によれば、三右衛門は元々通り油町の仲屋と言う呉服店に丁稚（でっち）から勤め、重手代にまで登りつめた人物とされ、その後、成功して、呉服やその他諸品を商ったとされる。多くの活動が認められ、公での名字帯刀を許されていた。中屋の暖簾印である￢中ム（縦に並べて書く）は三右衛門が考えたもので、『中』は家名の中屋を意味し、こう書くことによって、『虱（シラミ）』と言う字になる。印の意味を訊ねられた三右衛門は、「シラミはよく増えて絶えないから」と答えたと言う。『商家高名録』の中で中屋の暖簾印を確認する事ができる（ムと言うより中の字の下に△）。
明和8年（1771年）に久保橋、安永2年（1773年）には馬喰橋を自費で石橋に掛け替え、天明元年（1781年）には神流川に土橋を掛け、馬船を置き無賃渡しとした。天明3年（1783年）の飢饉（天明の大飢饉）時には麦百俵を、また、浅間山の天明大噴火による諸物価高騰の際には貧窮者救済金を拠出する等の奇特行為により、名字を子孫まで許される（帯刀については一代限り）。天明7年（1787年）に85歳にして没する。
『耳袋』や『新編武蔵風土記稿』では、光盛（みつもり）ではなく、三右衛門の通称で記述されているが、隠居後も活躍し続けた事で、三右衛門の名の方が世間では有名となった為である。『耳袋』では中屋三右衛門の名で記載されている。

### 『耳嚢』における逸話
『耳嚢』に記述された逸話として、ある店で当主が亡くなり、子供が店主として継いだ為、潰れかけた店があったが、三右衛門が機知を働かせ、立て直させた話がある。京商人の気質（代々付き合いのある家とは仲を悪くしたくない為に強気に出ない）を利用し、言いくるめ、大量の品物を安値で仕入れ、売りさばかせたというもので、難クセをつけて騙して値切ったという点で、現代では違法行為であるが、語りとしては、騙した事（京商人の信頼関係を揺さぶり、値切らせた話）より、地方都市（＝天領の宿場）の商人が京商人を言いくるめた大胆さと豪傑さが強調された語りとなっている。

## 二代目戸谷半兵衛修徳
延享3年（1746年）に三右衛門の三男として生まれたが、兄弟が若くして没していった事で、二代目を継ぐ事となる。継いでからわずか3年目（安永4年に30歳）にして没し、父である光盛が健在であった事からも業績はよく知られていない。妻の常は内田伊左衛門の娘で俳諧を嗜んだとされる。

## 三代目戸谷半兵衛光寿

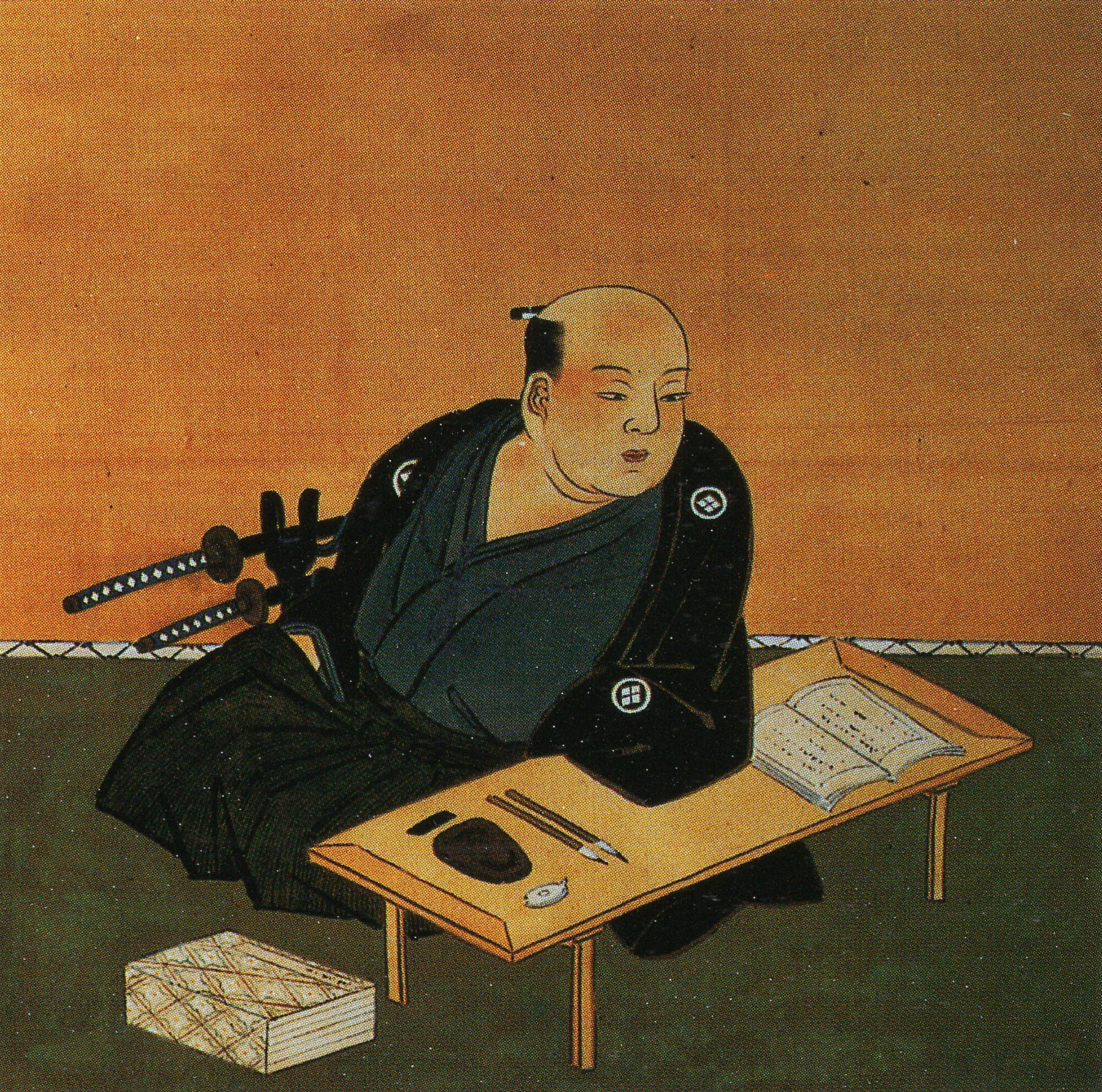
戸谷半兵衛光寿像(個人蔵)

通称を戸谷 双烏（1774年 - 1849年）と言い、幼名を半次郎。2歳の頃に父が没した為、祖父と義父（横山三右衛門）の後見により家業振興に没頭し、若いながらも中屋の隆盛期を築く（その祖父も13歳の頃に亡くなる）。義父の助力によって商才を研かれたとされる。10代半ばより俳諧の才能を発揮し、高桑蘭更（京都東山に芭蕉堂を営む）や常世田長翠に師事した。俳号を紅蓼庵双烏と称した。師の一人であった常世田長翠は、その縁からのちに双烏が建てた小簔庵（こみのあん）に招かれ、8年間にわたり、本庄宿に滞在する事となり、中央俳壇が本庄宿を根拠地にして活動した。その為、本庄宿では商人にして俳人と言った人物が増えた。彼も祖父と同様に公での名字帯刀を許された。また、信心深く、京都の智積院の境内に石畳を、江戸の真福寺には常夜灯を寄進している。
彼の代で、江戸に出店2軒、家屋敷は江戸に22か所、京都に3か所を所有。『関八州持丸長者富貴鑑』『諸国大福帳』などに名を連ねる豪商となる。その財は、立花右近将監、松平出雲守、鍋島紀伊守などへの大名貸しだけでも15万数千両（現在の価値にして60億円以上）に及ぶ。
寛政4年（1792年）に、陸奥、常陸、下総の村々へ小児養育費として50両、文化3年（1806年）には公儀へ融通金千両、文化13年（1816年）に足尾銅山が不況におちいった際には、森田豊香らと共に千両を上納し、困窮者の救済にあたり、足尾銅山吹所世話役に任命された。この他、文政4年（1821年）には岩鼻代官所支配村々の旱魃救援金百両を拠出、また、基金を献金して伝馬運営の資金に充て、神流川無賃渡しも継続。数々の慈善事業をし、名字帯刀を許された。

## 四代目以降
- 四代目戸谷半兵衛光敬（1794年 - 1860年）。通称を戸谷 其椎（俳号を清風とも）。大名貸し倒れにより戸谷家は破綻。
- 五代目戸谷半兵衛光孝（1815年 - 1877年）。通称（俳号）を戸谷 榎蔭。
- 六代目戸谷半兵衛貞次（1831年 - 1906年）。
- 戸谷 六三郎（1880年 - 1954年）。戸谷半兵衛家の養子となる。

## 豪商にして慈善家
戸谷半兵衛家は代々豪商にして慈善家でもあり、三右衛門（初代半兵衛）は天明の大飢饉の時に土蔵の建設を行い、手間賃と米を給した。現在、その土蔵は本庄の千代田1丁目4番地に残され、この土蔵を「天明の飢饉蔵」と言う。また、双烏（三代目半兵衛）は旅人の安全の為、神流川の渡しに高さ3mもする豪華な常夜燈を寄進した。この常夜燈は、渓斎英泉作の『支蘓路（きそろ）ノ駅本庄宿神流川渡場』（中山道六十九次の浮世絵）にも描かれている（浮世絵を見る限り、石製の常夜灯である）。さらに戸谷半兵衛家は、まだ少年であった本因坊丈和（当時は己之助と呼ばれていたものと見られる）を丁稚として住まわせていたが、その碁の才能を見抜き、支店である島屋（江戸）の方へ赴任させ、才能を開花させるはからいもしている。

## その他
- 支店島屋は現在の日本橋室町1丁目に開店していた。江戸の方では島屋半兵衛の名義で確認でき、中屋ではなく島屋と名乗っていたものと見られる。また室町2丁目の飛脚屋である京屋を利用して、島屋から中屋に向けて、江戸での出来事や情報を送らせていたものと考えられている。
- 光寿（双烏）は、己之助が本因坊となった後も手紙での交流を続けており、「本因坊先生（といった内容の当時の語）」と書いているものの、「本因坊様」とは書かず、そこからもかなり親密な仲であった事がうかがえる。
- 光寿の容姿は依田竹谷（谷文晁の門弟）によって描かれている。
- 光寿の俳壇の門下生は、関東地方だけで3～5千人とされ、文化的影響力はもちろん、経済支援を求める文化人も少なくなかった。その一人として、小林一茶がおり、『さらば笠』（一茶が編んだ句集）の配布を光寿に依頼しており、光寿宛ての一茶の書簡も残されているなど、文人としての顔の広さ・信頼度がうかがい知れる。
- 光寿誕生の時点で戸谷家は、田畑120石、有高7153両に達しており、前述の通り、光寿の代で最盛期をむかえ、さらに財がふくらむ。
- 島屋は金融業であったが、光寿の代の文化2年（1805年）には代人に島屋を任せ（名乗らせ）、両替屋も始めている（商業の拡大がこの時期に始まっている）。

## 参考資料
- 大澤永弘著 『本因坊丈和出自考』 1984年
- 『ビジュアルヒストリー 本庄歴史缶』 1997年 ISBNなし
- 柴崎起三雄著 『本庄人物事典』 2003年 ISBNなし
- 『武州本庄宿ふるさと人物史1』 1989年 ISBNなし
- 『商家高名録・諸業高名録』 萩原進・近藤義雄編 ISBNなし -（本庄宿の経済状況について解説がある）
- 柴崎起三雄著 『本庄のむかし』 2010年 ISBNなし
- 『特別展 開設四百年 中山道―武州往来―』 埼玉県立博物館 2002年
- 根岸鎮衛 『耳嚢』全3冊　長谷川強校注、岩波書店〈岩波文庫〉、1991年。 - 江戸時代の随筆。戸谷半兵衛についての逸話を収録。
- 『群馬歴史散歩 特集：本庄市（埼玉県）』 群馬歴史散歩の会 2005 第191号